# Estadio de Lasesarre
El estadio de Lasesarre se encuentra en el municipio de Baracaldo (Vizcaya) es el estadio donde disputa sus partidos como local el Barakaldo Club de Fútbol.
El campo de Lasesarre fue inaugurado el 30 de septiembre de 2003 en partido amistoso que enfrentó al Barakaldo CF y al Athletic Club con resultado de 2-3 a favor de los bilbaínos.
En este estadio han jugado grandes equipos de España como Athletic Club, Real Racing Club de Santander, Real Oviedo, Alavés o Valencia CF.
Cabe señalar que el nombre oficial del campo nuevo también es Lasesarre (y no "Nuevo Lasesarre"), al igual que el del campo viejo. Durante los primeros meses de estancia en este estadio, la Junta Directiva del club, por aquel entonces dirigida por el presidente Roberto Gijón, tuvo que enviar un comunicado a los medios aclarando este extremo, ya que muchos medios se referían equivocadamente al estadio como Nuevo Lasesarre, cuando su nombre correcto es Lasesarre a secas. Actualmente también se le llama cariñosamente “La Catedral Txiki”.

## Arquitectura
El estadio es obra del arquitecto Eduardo Arroyo que lo ha definido como un campo con una imagen exterior rotunda y un interior emblemático. Haciendo referencia a un interesante juego de volúmenes y luces que convertirán al nuevo estadio en un edificio de enorme atractivo arquitectónico, independientemente del uso deportivo que se le vaya a dar. La pretensión es que el estadio de Lasesarre, de apariencia más frágil que la habitual en este tipo de instalaciones, se integre en el entorno en el que se ubica, amablemente, de forma que no rompa el camino de apertura de Baracaldo hacia el río Galindo.
El campo de Lasesarre ocupa una superficie construida de 9260 metros cuadrados, en la zona norte de Galindo, al otro lado de las vías de Renfe, y en la misma posición lineal que el antiguo estadio de San Mamés. Está situado a continuación de un gran parque y es la sede del Barakaldo CF, que hace uso de estas instalaciones desde la temporada 2003-2004, tras la finalización de unas obras que comenzaron en la primavera de 2001. 
De su desarrollo y coste, se encargó la sociedad pública interinstitucional Bilbao Ría 2000, en virtud del compromiso que adquirió con el Ayuntamiento de Baracaldo en marzo de 2000. Entonces se firmó un convenio por el que la sociedad interinstitucional acometía la construcción del estadio a cambio de la cesión por parte del Ayuntamiento de 15 000 metros cuadrados de suelo para uso residencial.
Como primera característica técnica de este campo de fútbol de hierba natural, hay que decir que dispone de un aforo de 7960 localidades todas ellas para público sentado. Pero lo interesante es que al tratarse de un campo desmontable y moderno, podría sustituirse por otro en el caso de que el Barakaldo C.F., actualmente en Segunda B, llegara a jugar en Primera División y precisara de más capacidad. En cualquier caso, su configuración actual resulta válida para la Segunda División A.
Destaca del nuevo estadio, cuyo campo de juego mide 105 metros de largo por 68 de ancho, la fragmentación del graderío en edificios de menor tamaño. El objetivo de este planteamiento es facilitar el control y distribución de los flujos de personas en un campo de fútbol concebido para una afluencia masiva de visitantes. De esta forma, en cada fragmentación del graderío, habrá agrupaciones de 650 y 300 plazas contarán con su propio acceso, lo que permitirá una rápida evacuación en caso de incendio o cualquier percance de importancia.
Además, cada uno de estos edificios de menor tamaño, cuya suma conforma la totalidad del estadio, tendrá un funcionamiento casi autónomo, disponiendo de espacios verdes, servicios y cubierta particularizada. Frente a la apariencia urbana y sofisticada del exterior del nuevo campo de fútbol, concebido en acero escultórico y policarbonato en planchas de grandes dimensiones, el interior cuenta con la particularidad de utilizar el color en los asientos de manera aleatoria, proporcionando un aire festivo. El objetivo fundamental de este planteamiento es lograr transmitir la imagen de espacio lleno de vida y color, incluso cuando el estadio esté vacío.
Respecto a la cubierta, desarrollada a lo largo de todo el perímetro y capaz de garantizar un cubrimiento total, llama la atención su ligereza visual y su carácter translúcido, lo que garantiza el máximo de luz posible. Esta cualidad translúcida de la cubierta permitirá ofrecer dos texturas luminosas distintas. De día es sólida, lechosa. De noche, el estadio se convierte en un objeto iluminado, que ejerce de baliza urbana en la oscuridad. Como dijo el arquitecto Eduardo Arroyo, que se hizo cargo del proyecto tras ganar el primer premio del concurso Europan 5, su objetivo es proyectar un edificio enmarcado en la arquitectura del siglo XXI, donde ya no se trata de impresionar, sino de lograr unas líneas sencillas y claras.
Por último, el nuevo campo de fútbol de Lasesarre dispone de todas las instalaciones propias de un estadio de este tipo. 
En las esquinas suroeste y noroeste se ubican los vestuarios, control antidopaje, enfermería, etc, con accesos independientes y lucernarios acristalados de vidrio que permiten la iluminación y ventilación de dichas áreas. En la esquina noroeste se situarán todas las instalaciones del edificio, accesos rodados de camiones y almacenes; y en el suroeste, próxima al nuevo parque y a las viviendas proyectadas en la zona, el Club Social Municipal y las oficinas del Barakaldo Club de Fútbol.

## Euskal Herriko Txapela
Se han disputado dos finales de la Euskal Herriko Txapela la primera edición disputada en 2017 entre el Deportivo Alavés y el Athletic Club y la Sexta edición de 2022 disputada por la Real Sociedad y el Athletic Club

### Final 2017
La Final de 2017 acabó suspendido a un minuto de la conclusión del derbi que enfrentó a Athletic y Alavés, después de que los jugadores de uno y otro equipo se enzarzaran tras la expulsión por roja directa de Óscar Romero. 
Todo comenzó en el minuto 70, cuando el árbitro enseñó el camino hacia los vestuarios a Alexis Ruano, quien se acercó entonces al trencilla y agarró su cara para asombro generalizado, protagonizando así una fea acción que a punto estuvo de acabar con el partido.
Palencia Caballero aguantó la presión, pero no lo hizo momentos después tras expulsar al alavesista Óscar Romero por una dura y fea entrada sobre la línea de banda a Saborit. Los jugadores de ambos equipos, con el partido a punto de resolverse en la tanda de penaltis, formaron una pequeña tangana y el colegiado guipuzcoano se retiró junto con sus asistentes.

### Final 2022

Presentación VI Edición

El campo de Lasesarre presentó un gran ambiente con motivo de la final de la Euskal Herria Txapela entre el Athletic y la Real.
El feudo del Barakaldo rozó el lleno.
Como todos los años, la organización del torneo eligió a un exjugador del fútbol vasco para rendirle tributo. En esta ocasión, el homenajeado fue Gorka Iraizoz, que protagonizó el saque de honor ante la presencia de ambos equipos.
Con el paso de los minutos, el ambiente del encuentro se crispó dentro y fuera del campo. 
Solo el pitido final fue capaz de rebajar la tensión típica de un derbi. El encuentro, acabó con Victoria por la mínima del Athletic por 0-1.

Txapela y trofeo